# Fordyce-Drüse
Als Fordyce-Drüsen werden harmlose, freie Talgdrüsen bezeichnet, die sich an einem ungewöhnlichen Ort des Körpers befinden (heterotop/ektop). Benannt wurden sie nach John Addison Fordyce (1858–1931), einem US-amerikanischen Dermatologen. Diese Drüsen können eine Größe von einem bis fünf Millimeter erreichen.  Meist kommen sie im Bereich der Mundschleimhaut, der Lippen, des Penis, Skrotums oder der Vulva vor. Sie werden als freie Talgdrüsen bezeichnet, da sie in keiner Verbindung zu einem Haar stehen.
Falls sie ein Problem darstellen, dann meist aufgrund der Besorgnis des Ratsuchenden, hinter der Erscheinung könnte sich eine Erkrankung verbergen.
Ähnliche Drüsen sind die Montgomery-Drüsen im Bereich der Warzenhöfe. Die Tyson-Drüsen, benannt nach Edward Tyson, finden sich im Bereich der Penisvorhaut und der Klitorisvorhaut. Die Meibom-Drüsen sind im Bereich der Augenlider gelegen.

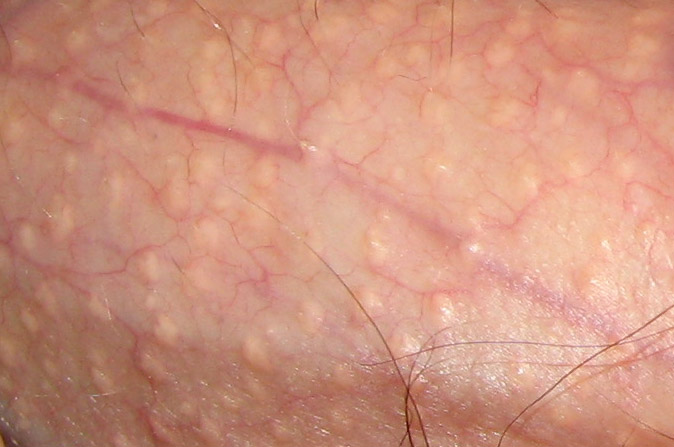
Fordyce-Drüsen der Penishaut
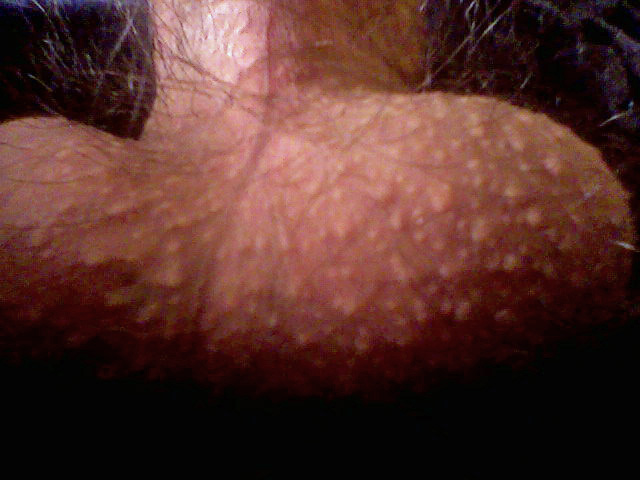
Fordyce-Drüsen als kleine kuppelförmige Erhebungen auf der Skrotalhaut.
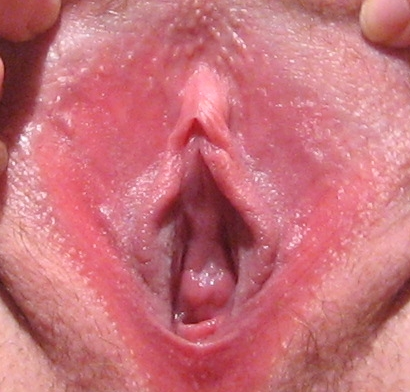
Vulva in der Totale von zahlreichen Fordyce-Drüsen umgeben.
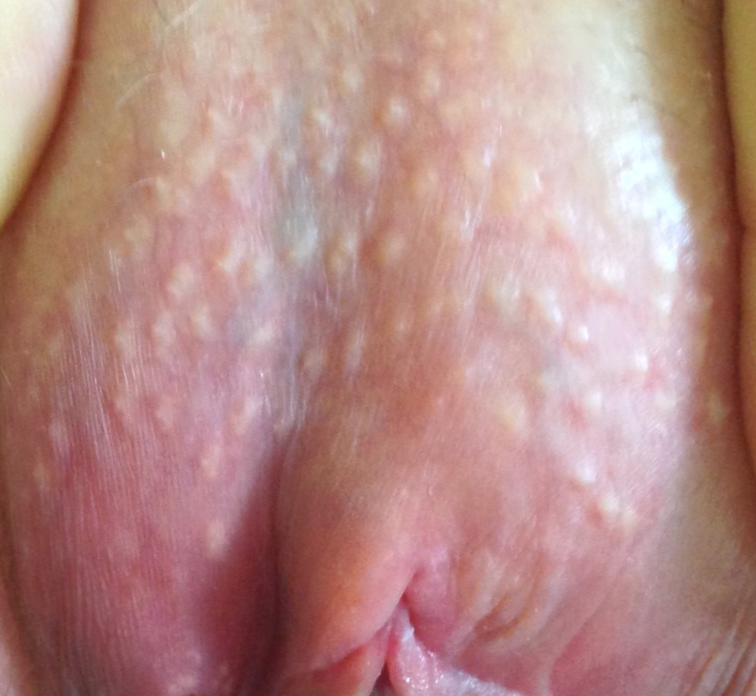
Fordyce-Drüsen im Bereich der Vulva.